# كورديليا كانيلاريا
كورديليا كانيلاريا (بالإنجليزية: Cordelia Candelaria)‏ هي كاتِبة وشاعرة أمريكية، ولدت في 14 سبتمبر 1943.